# 郑海荣
郑海荣（1977年11月—），男，回族，安徽长丰人，中国仪器仪表与传感专家，南京大学党委常委、副校长，中国科学院院士。